# Holocaust 2000
Holocaust 2000 è un film del 1977 diretto da Alberto De Martino.

## Trama
Londra. Robert Caine, un ingegnere americano, intende costruire in un paese del Medio Oriente una grande centrale termonucleare che, data la sua potenza, porterebbe energia elettrica a molti Paesi del terzo mondo; la sera della presentazione del progetto, tuttavia, la moglie Eva, maggiore azionista della società, intende ritirare il suo appoggio, ritenendo l'impianto eccessivamente pericoloso. Al ricevimento è presente anche il figlio Angel, convinto sostenitore del progetto, e un misterioso personaggio che, cercando di uccidere Robert per impedirgli di realizzare l'impianto, accoltella invece la moglie, che muore subito dopo.
Al funerale di Eva, Robert incontra Sara Golan, una giornalista del paese dove l'impianto dovrebbe essere costruito, che, insieme alle condoglianze, gli consegna una foto da lei scattata in una grotta durante il loro primo incontro, avvenuto durante i sopralluoghi per la posa delle prime mine, che lo raffigura accanto ad un'incisione rupestre che rappresenta il drago dell'Apocalisse. La morte di Eva consente la ripartenza del progetto ma le elezioni politiche del paese che ospiterebbe l'impianto sono vinte dal capo dell'opposizione Harbin, che ha fondato la sua campagna elettorale proprio sul blocco del progetto, ritenuto eccessivamente rischioso, ma, immediatamente dopo la sua vittoria, questi muore in un tragico incidente permettendo al nuovo primo ministro, favorevole alla costruzione dell'impianto, di fare ripartire il progetto.
Robert, con l'aiuto del professor Griffith, ricomincia il calcolo per la progettazione dell'impianto ma, appena inserita la formula nel computer, questo si blocca subito dopo avere rilasciato la formula matematica apparentemente incomprensibile 2√231. L'ingegnere chiede aiuto anche ad un illustre scienziato, il professor Ernst Meyer, di controllare i dati in suo possesso. L'incontro casuale di Robert con un religioso, Monsignor Charrier, che sempre casualmente legge la formula al contrario, solleva in lui alcuni interrogativi: la formula infatti, letta al contrario, forma la parola IESVS ed il religioso gli spiega che la parola, la traduzione latina di Gesù, letta al contrario è il nome dell'anticristo, spiegandone la natura e gli scopi, facendogli vedere anche, in un vecchio libro, la raffigurazione del Drago dell'Apocalisse che risulta assolutamente identico a quello fotografato nella grotta da Sara.
La lettura fornita da Charrier viene comunicata da Robert, insieme agli incubi che cominciano a tormentarlo, al figlio Angel ed al professor Griffith che sembrano non prendere sul serio le sue preoccupazioni ma, immediatamente dopo, accadono altri due fatti: il professor Meyer telefona a Robert e, dopo averlo incontrato in una località in riva al mare, lo supplica di non realizzare l'impianto che, a suo dire, porterebbe alla distruzione del pianeta, mentre Robert scampa fortunosamente all'innalzarsi della marea; il professor Griffith invece scopre il significato della formula e, dopo avere telefonato all'ingegnere chiedendo anch'egli di non realizzare l'impianto, muore in un incidente.
La catena di incidenti che hanno colpito le persone ostili alla costruzione dell'impianto inizia a convincere Robert delle parole di Charrier e, dopo avere iniziato una relazione con Sara, decide di prendere insieme a lei un periodo di riposo ed, al suo ritorno, trova Angel impegnato nella prosecuzione del progetto che tuttavia egli inizia a cercare di rallentare. Robert pensa che l'anticristo possa essere il figlio che Sara sta aspettando da lui e cerca, non riuscendovi, di farla abortire. Un messaggio vocale lasciato dal professor Griffith gli rivela che il risultato della formula dell'anticristo uscita dal computer corrisponde al numero della cartella clinica di Angel ed i suoi test medici sono totalmente privi di qualunque attività fisica e cerebrale.
Robert capisce che l'anticristo è proprio Angel e che il figlio che nascerà da Sara sarà l'unico che potrà sconfiggerlo e, dopo avere chiesto a Charrier, in caso possa succedergli qualcosa, di recarsi alla conferenza di Ginevra per parlare in sua vece allo scopo di bloccare definitivamente la costruzione dell'impianto, ne ha conferma da Angel e tenta di ucciderlo ma, dopo essere stato bloccato dalle persone accorse, viene rinchiuso in manicomio.
Charrier parte per Ginevra ma l'aereo sul quale viaggia si schianta al decollo, eliminando l'ultima possibilità di blocco del progetto. Robert, riuscito a fuggire dal manicomio, riesce a raggiungere Sara in clinica ed a portarla via, insieme alla figlia appena nata, mentre tutti i neonati stanno morendo a causa di un avvelenamento ed a fuggire in Medio Oriente: contemporaneamente Angel, riunito il nuovo consiglio di amministrazione, illustra le direttive per la costruzione dell'impianto, che dovrà essere completato il giorno del suo trentatreesimo compleanno.

## Finale alternativo
Mentre la versione europea del film termina con un finale aperto, la versione allora distribuita nelle sale statunitensi, e successivamente distribuita nelle edizioni home video e trasmessa in tv, termina con un finale alternativo nel quale Caine fa ritorno in America e fa saltare in aria l'edificio dove è riunito Angel con il nuovo consiglio di amministrazione, sacrificando però la propria vita nell'esplosione.

## Produzione

### Luoghi delle riprese
Il film fu girato in Gran Bretagna (compaiono vari punti di Londra, il New College dell'università di Oxford, la chiesa medievale di Great Missenden e il maniero di Binfield), Tunisia (qui furono girate scene presso delle grotte a El Haouaria) e Italia (una scena fu girata all'aeroporto di Roma-Ciampino).

## Accoglienza

### Critica
(Ugo Buzzolan)